# Манди Бахаудин
Манди Бахаудин (урд. منڈی بہاؤالدین) је град у Пакистану у покрајини Панџаб. Према процени из 2006. у граду је живело 134.966 становника.

## Становништво
Према процени, у граду је 2006. живело 134.966 становника.
| 1981.  | 1998.  | 2006.   |
| ------ | ------ | ------- |
| 44.796 | 97.340 | 134.966 |